# Tommy Fallot
Pour les articles homonymes, voir Fallot.
Tommy Fallot, né le 4 octobre 1844 à Fouday (Bas-Rhin) et mort le 3 septembre 1904 à Mirabel (Drôme), est un pasteur protestant d'origine alsacienne considéré comme l'initiateur du christianisme social en France.

## Biographie

### Famille
Tommy Fallot, à l'État-civil Thomas Fallot, est né le 4 octobre 1844 dans la famille de Louis-Frédéric Fallot, manufacturier au Ban de la Roche et de son épouse née Louise-Émilie Legrand. Les grands-parents paternels de Tommy Fallot sont montbéliardais tandis que ses grands-parents Legrand sont haut-rhinois en partie d'origine suisse. Tommy Fallot est le petit-fils du philanthrope Daniel Legrand et l'arrière-petit-fils de l'homme politique et industriel suisse Jean-Luc Legrand.
Tommy Fallot est l'aîné d'une fratrie de 6 enfants. Il est l'oncle de Marc Boegner sur qui il exercera une profonde influence.

### Formation
Né au Ban de la Roche, où ses parents et grands-parents sont venus en réponse à l'appel du pasteur Jean-Frédéric Oberlin, il est très tôt sensible à l'influence d'hommes de foi soucieux des problèmes sociaux liés à l'industrialisation et à l'émergence du prolétariat.
Il commence en 1871 ses études de pasteur à la Faculté de théologie protestante de Strasbourg devenue allemande, dont l'intellectualisme le déçoit quelque peu, et termine sa vie universitaire en soutenant en 1872, sa thèse de baccalauréat de théologie sur Les Pauvres et l'Évangile, dont l'intitulé indique bien l'orientation qu'il entend donner à son ministère.

### Carrière ecclésiastique
Après quatre années passées comme pasteur de Wildersbach, au Ban de la Roche, il quitte l'Église luthérienne alsacienne, et accepte un poste de pasteur de l'Église réformée évangélique libre, à la Chapelle du Nord, dans le 10e arrondissement, dans un des quartiers populaires de Paris.
C'est là qu'il entre en contact avec l'œuvre d'évangélisation du Révérend Robert McAll, pasteur anglais, fondateur de la Mission populaire évangélique et animateur de « conférences morales » destinées à apporter aux plus démunis le message de l'Évangile.
Le succès de ces réunions est à rapprocher des manifestations initiées par le Réveil, grand mouvement de foi de sensibilité piétiste qui traverse au XIXe siècle la plupart des pays européens.
Fallot, à la demande de McAll, se charge de la «station» de La Villette qui sera pendant près de cinq ans, avec son ministère à la Chapelle du Nord, le centre de son activité. Mais il perçoit vite le double danger de cette tentative un peu fiévreuse d'évangélisation : d'un côté, l'éloignement progressif des questions théologiques et ecclésiales au risque de contribuer aux divisions du protestantisme ; de l'autre un refus de la politique au risque de « conversions entre ciel et terre qui font séjourner les âmes dans je ne sais quel ballon captif produisant de pauvres fruits »

### Engagement socialiste
À partir de 1882, Fallot, en complément de son ministère pastoral, va s'attacher à la défense de la moralité publique et en particulier au problème de la prostitution.
Son souci de plus en plus marqué pour les problèmes du peuple pousse Fallot à adhérer aux idées du socialisme, même s'il condamne d'emblée les excès du socialisme révolutionnaire.
Ce rejet de ce socialisme pousse Fallot à fonder le Cercle socialiste de la libre pensée chrétienne, devenu en 1882, la Société d'aide fraternelle et d'études sociales, qui conduira au grand mouvement du Christianisme social, projet à la fois utopique et critique visant à apporter une solution chrétienne aux questions sociales.
Au même moment à Nîmes se constitue « l'École de Nîmes », autour de l'économiste Charles Gide, oncle d'André Gide. Celui-ci cherche une troisième voie entre capitalisme et socialisme. Il est à l'origine du mouvement coopératif : coopératives de production et de consommation, et préside l'Association protestante pour l’étude pratique des questions sociales. Il met l'accent sur la solidarité.
L'écho de ces innovations amène à Fallot des hommes éminents comme le doyen Raoul Allier et des pasteurs comme Charles Wagner, Wilfred Monod, Élie Gounelle (qui renouvelle le projet de Mac All en créant le rêve de Fallot, la première «fraternité» de la Mission populaire, lieu où croyants et incroyants agiraient ensemble pour la justice, inspirés par l’évangile), initiative qui dresse contre lui une frange conservatrice et bourgeoise du protestantisme (référence nécessaire).

### Fin de carrière
En 1890, Fallot, atteint dans sa santé par 12 années d'une activité intense et déçu du peu d'écho que rencontrent ses idées socialisantes dans le protestantisme institutionnel - où les oppositions entre orthodoxes et libéraux sont vives - demande à retrouver une simple paroisse de campagne.
C'est à Sainte-Croix puis à Aouste près de Crest dans la Drôme, qu'il passera les 10 dernières années de sa vie, en véritable évangélisateur des populations locales.
C'est aussi dans les nombreux écrits de cette période, qu'il montrera combien il se préoccupait d'œcuménisme bien avant que le mot ne soit prononcé et de la nécessaire unification des divers courants au sein des Églises Réformées (protestantes).

## Œuvres
- Les pauvres et l'Évangile, 1872 (thèse)
- La femme esclave, 1884 (conférence), lire en ligne sur Gallica
- La réglementation de la prostitution : lettre au rédacteur en chef du journal 'Le Havre', 1885
- Notre nouvelle campagne, 1891, lire en ligne sur Gallica
- Communication sur l'organisation de la lutte contre la pornographie : faite au congrès de l'Association protestante pour l'étude pratique des questions sociales. Marseille, 28 et 29 octobre 1891, 1891, lire en ligne sur Gallica
- Simple explication : trois lettres à un ami, 1893
- Qu'est-ce qu'une Église ? : un chapitre de christianisme pratique, 1897
- Pour aider à l'organisation de l'effort missionnaire en France, 1899
- Une noble entreprise : l'Union internationale des amies de la jeune fille, 1902, lire en ligne sur Gallica